# Jebjerg-Lyby Sogn
Jebjerg-Lyby Sogn er et sogn i Salling Provsti (Viborg Stift).
I 1800-tallet var Lyby Sogn anneks til Jebjerg Sogn. Begge sogne hørte til Nørre Herred i Viborg Amt. Jebjerg-Lyby sognekommune blev ved kommunalreformen i 1970 indlemmet i Sundsøre Kommune, som ved strukturreformen i 2007 indgik i Skive Kommune.
I Jebjerg-Lyby Sogn ligger Jebjerg Kirke og Lyby Kirke
Sognet blev oprettet den 1. januar 2022 ved en sammenlægning af Jebjerg Sogn og Lyby Sogn
- Jebjerg Kirke
- Lyby Kirke

|  | Denne artikel kan blive bedre, hvis der indsættes geografiske koordinater Denne artikel omhandler et emne, som har en geografisk lokation. Du kan hjælpe ved at indsætte koordinater i wikidata. |

1. 1 2  Statistikbanken Folketal den 1. i kvartalet efter sogn og folkekirkemedlemskab (dansk)